# Émalleville
Émalleville ist eine französische Gemeinde mit 465 Einwohnern (Stand 1. Januar 2022) im Département Eure in der Region Normandie (vor 2016 Haute-Normandie). Sie gehört zum Arrondissement Évreux, zum Kanton Évreux-2 sowie zum Gemeindeverband Évreux Portes de Normandie. Die Einwohner werden Émallevillais und Émallevillaises genannt.

## Geografie
Émalleville liegt etwa neun Kilometer nördlich von Évreux. Umgeben wird Émalleville von den Nachbargemeinden La Chapelle-du-Bois-des-Faulx im Norden und Osten, Le Boulay-Morin im Südosten, Normanville im Süden, Saint-Germain-des-Angles im Südwesten, Brosville im Westen und Nordwesten sowie La Vacherie im Nordwesten.

## Bevölkerungsentwicklung
| Jahr                       | 1962 | 1968 | 1975 | 1982 | 1990 | 1999 | 2006 | 2019 |
| Einwohner                  | 59   | 79   | 142  | 218  | 396  | 494  | 541  | 493  |
| Quellen: Cassini und INSEE |      |      |      |      |      |      |      |      |

## Sehenswürdigkeiten
- Kirche Notre-Dame
- Schloss Émalleville aus dem 18./19. Jahrhundert, seit 1996 als Monument historique eingeschrieben

Kirche Notre-Dame
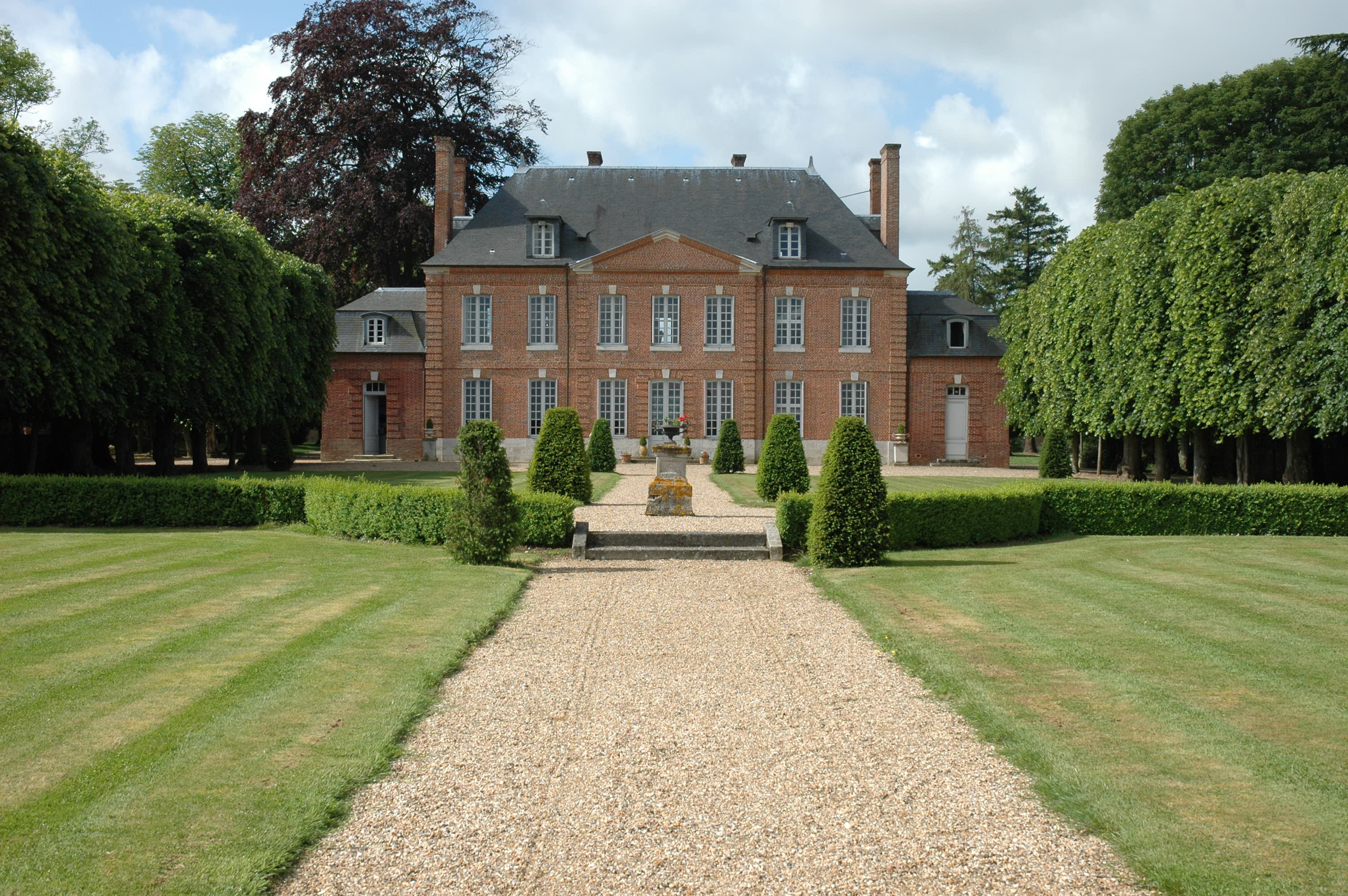
Schloss